# Johann Friedrich Blumenbach

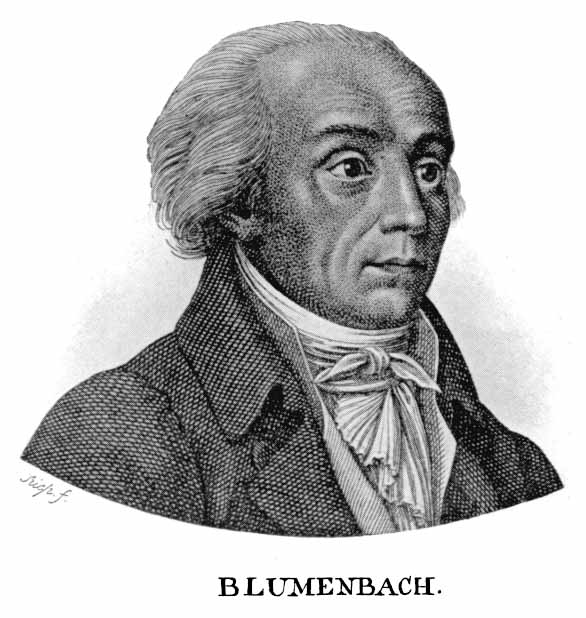
Johann Friedrich Blumenbach

Johann Friedrich Blumenbach (* 11. Mai 1752 in Gotha; † 22. Januar 1840 in Göttingen) war ein deutscher Anatom und Anthropologe. Er gilt als wesentlicher Begründer der Zoologie und Anthropologie als wissenschaftliche Disziplinen. Bedeutend war er auch als Gegner des Glaubens an die permanente Urzeugung und der Präformationslehre, als Vertreter des Vitalismus sowie als Rassentheoretiker und einer der Begründer des wissenschaftlichen Antirassismus.

## Herkunft und Familie
Johann Blumenbachs Vater war der Gothaer Gymnasialprofessor Heinrich Blumenbach (1709–1787), seine Mutter war Charlotte Eleonore Hedwig Buddeus (1727–1794), eine Tochter des gothaischen Vizekanzlers Karl Franz Buddeus. Er hatte zwei Geschwister: Charlotte Sophie Henriette (gest. 1802), verheiratet mit dem Mathematiker Johann Heinrich Voigt, und Friedrich Wilhelm Carl Ernst (gest. 1806).
Blumenbach und seine Frau Louise Amalie (1752–1837), Tochter des Juristen Georg Friedrich Brandes, hatten vier Kinder: Georg Heinrich Wilhelm (1780–1855), später Geheimer Regierungsrat in Hannover und ab 1818 verheiratet mit Helene Ludovike Friederike Henriette, geb. Cleve (1797–1875); Emma Marie Hedwig (1783–1819), ab 1807 verheiratet mit Carl Wilhelm Friedrich Theodor von Jasmund (1782–1847); Charlotte Friederike Adelheid (Adele) (1787–1837); Carl Ludwig Edmund (1788–1814), Leutnant in der King’s German Legion („Königlich Deutsche Legion“), gefallen in der Schlacht von Toulouse. Georg Heinrich Wilhelm Blumenbach ist der Vater des Malers Robert Blumenbach (1822–1914).

## Leben

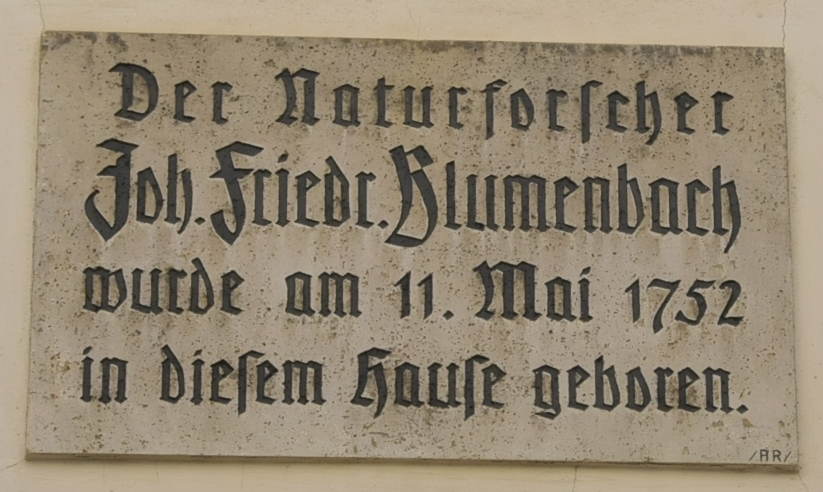
Gedenktafel am Geburtshaus

Johann Friedrich Blumenbach wurde im Haus Fritzelsgasse 1 in Gotha geboren. Nach dem Besuch des Gothaer Gymnasium Illustre studierte er ab 1769 Medizin an der Universität Jena bei Carl Friedrich Kaltschmied und nach dessen Tod bei Johann Ernst Neubauer. 1772 setzte er sein Studium an der Universität Göttingen fort und wurde 1775 mit der Arbeit De generis humani varietate nativa (deutsch: Über die natürlichen Verschiedenheiten im Menschengeschlechte) promoviert. 1776 wurde er außerordentlicher Professor der Medizin und Inspektor der Naturaliensammlung in Göttingen, 1778 ordentlicher Professor.
Er war als Student und als Professor Mitglied eines Studentenordens, des in Göttingen für kurze Zeit sehr einflussreichen ZN-Ordens, und noch 1784 dessen Senior.
Fast 60 Jahre hindurch hielt er Vorlesungen über Naturgeschichte, vergleichende Anatomie, Physiologie und Geschichte der Medizin und wurde als der Magister Germaniae von den Freunden der Naturkunde gefeiert und war Kurator des Königlich Academischen Museums. Er trat 1835 in den Ruhestand und starb 1840. Seine letzte Ruhestätte fand Blumenbach auf dem Albani-Friedhof in Göttingen.

## Wirken

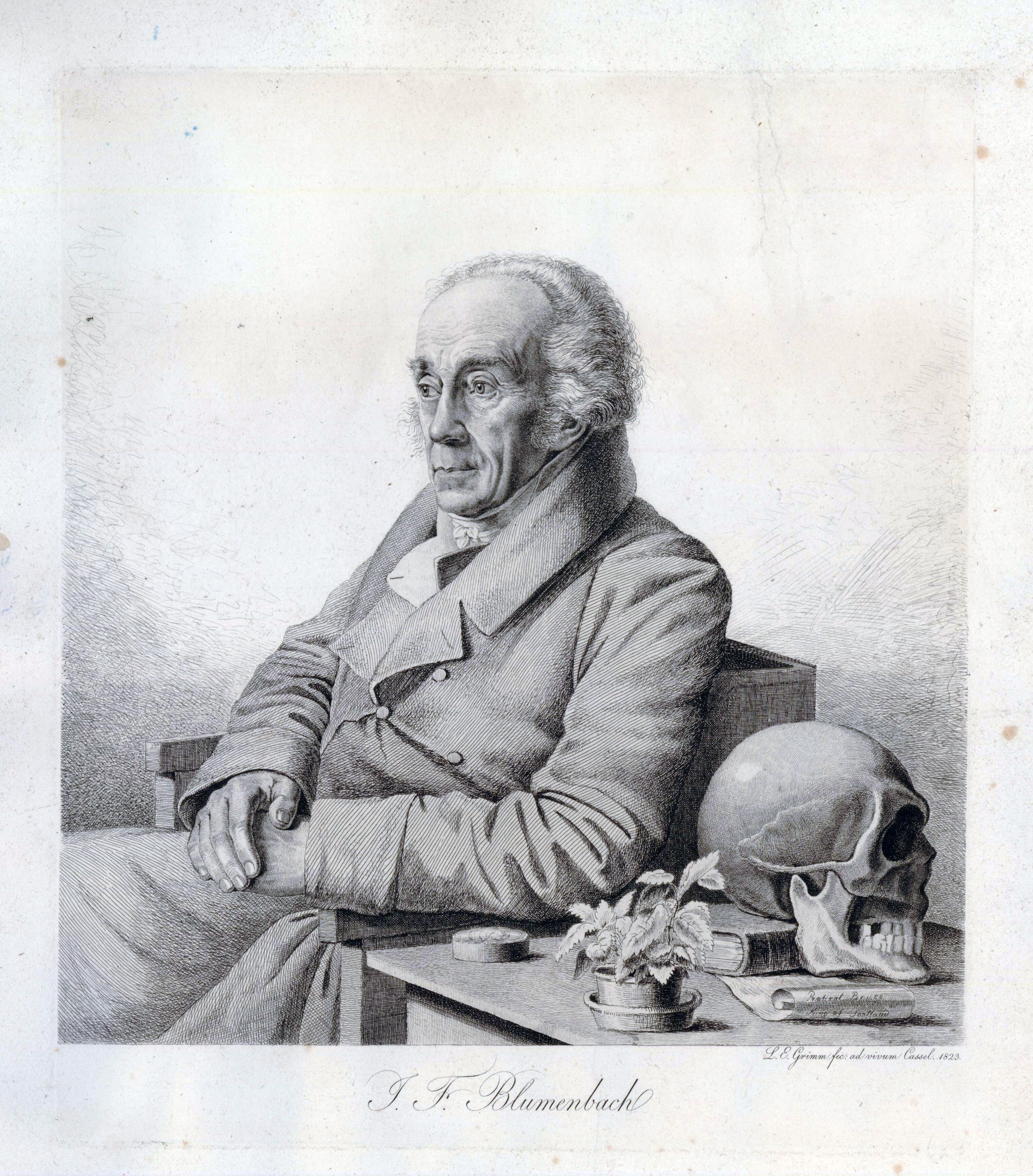
J. F. Blumenbach, Stich von Ludwig Emil Grimm (1823)

Blumenbach gilt als wesentlicher Begründer der Zoologie und der Anthropologie als wissenschaftliche Disziplinen. Er betätigte sich vor allem auf dem Gebiet der Vergleichenden Anatomie, worüber er 1785 als Erster (noch vor Georges Cuvier) an einer Universität spezielle Vorlesungen anbot. Sein Handbuch der vergleichenden Anatomie und Physiologie (Göttingen 1804, 3. Auflage 1824) wurde in fast alle Sprachen Europas übersetzt.
Außerdem war er einer der bedeutendsten Kritiker des damals herrschenden Glaubens an die nach wie vor stattfindende Spontanzeugung und der Präformationslehre und vertrat stattdessen die Theorie der Epigenese und der historischen Urzeugung (Autogenese). Unter anderem aufgrund von Beobachtungen der Entwicklung des bebrüteten Hühnereies und des menschlichen Embryos (wobei er sich auf die Untersuchung von Fehlgeburten stützte) zeigte er auf (wie vor ihm schon Caspar Friedrich Wolff), dass die Nachkommen der Tiere und Menschen nicht bereits von Anfang an im Keim vorgebildet (präformiert) sind und nur noch wachsen müssen, sondern dass ihre Gestalt sich erst allmählich ausbildet (Epigenese).
Einflussreich war er auch als von Georg Ernst Stahls Anima-Lehre beeinflusster Vertreter des Vitalismus, indem er postulierte, dass alle Lebewesen über einen „Bildungstrieb“ (Nisus formativus) verfügen, der sie von unbelebten Körpern unterscheide und ihre Entwicklung und Fortpflanzung bewirke.
In seiner Dissertation De generis humanis varietate nativa untersuchte Blumenbach 1775 die anatomischen und morphologischen Varietäten des Menschen. Er kam zu dem Ergebnis, dass diese Varietäten erstens nur äußerlicher Natur und für die intellektuellen Fähigkeiten der Menschen bedeutungslos sind und dass sie zweitens ein kontinuierliches Spektrum darstellen, sodass es nicht möglich sei, feste Grenzen zwischen verschiedenen menschlichen Populationen zu ziehen. Im Gegensatz zu der bald an Popularität gewinnenden Ansicht, dass jede „Rasse“ separat entstanden sei, nahm er deshalb einen einheitlichen Ursprung der Menschheit aus einer „Gattung“ an. Im Anschluss an Carl von Linné und zeitgleich mit Immanuel Kants Schrift Von den verschiedenen Racen der Menschen beschrieb er – im Sinne einer wissenschaftlichen Systematik, nicht als Abbildung einer physischen Realität – vier morphologische Varietäten des Menschen, wobei er sich u. a. auf seine bei seinem Tod etwa 240 Stücke umfassende Schädelsammlung stützte.
In dieser Systematik bildet die „weiße“ oder „kaukasische“ die Stamm- oder Mittelrasse. Er prägte den Begriff „kaukasisch“ zur Bezeichnung europäischer Populationen und betrachtete dabei zusammenfassend Völker, die „mehrenteils von weißer Farbe“ seien. Zusätzlich zu den Gruppen der Asiaten, Afrikaner und Amerikaner definierte er ab 1779 eine fünfte menschliche Varietät in Südostasien, Polynesien und Australien, die er ab 1795 als „Malaica“ (in deutschen Publikationen „Malayisch“) bezeichnete. Blumenbachs Wahl der kaukasischen Rasse als Stammrasse basierte dabei einzig auf ästhetischen Empfindungen.
In massiver Form wandte sich Blumenbach gegen seinen Frankfurter Fachkollegen Samuel Thomas von Soemmerring, der nach der Obduktion von mehreren Leichen afrikanischer Menschen glaubte sagen zu dürfen, dass die Schwarzen eine den Europäern unterlegene Menschenart darstellten.  Auch den rassistischen Thesen seines Göttinger Kollegen Christoph Meiners, der offen für die Beibehaltung der Sklaverei eintrat und dafür Rassenunterschiede als Rechtfertigung bemühte, trat Blumenbach entgegen. Er sammelte und publizierte Belege für die intellektuelle Gleichwertigkeit aller Menschen. Damit und mit seinen Forschungen zur anatomisch-morphologischen Einheit der Spezies Mensch wurde er zu einem der Begründer des wissenschaftlichen Antirassismus und wurde von Zeitgenossen zu Anfang des 19. Jahrhunderts – beispielsweise Henri Grégoire – auch so wahrgenommen. Blumenbachs Interesse an Afrika ging über die reine Anthropologie hinaus. Er arbeitete eng mit britischen Forschern wie Sir Joseph Banks zusammen und vermittelte junge Afrikaforscher wie Friedrich Konrad Hornemann und Johann Ludwig Burckhardt an die African Association, die sich die Erforschung des Afrikas südlich der Sahara zur Aufgabe gemacht hatten.
Als Paläontologe war Blumenbach u. a. der Erstbeschreiber des Wollhaarmammuts, des Wollnashorns und des Riesenhirsches (1799).

## Mitgliedschaften
- Aufnahme in die Akademie der Wissenschaften zu Göttingen 1784
- Aufnahme in die Royal Society am 11. April 1793[29]
- Wahl in die American Academy of Arts and Sciences 1794
- Wahl in die American Philosophical Society 1798[30]
- Wahl zum korrespondierenden Mitglied der Académie des sciences 1805[31]
- Wahl zum auswärtigen Mitglied der Bayerischen Akademie der Wissenschaften 1808[32]
- Wahl zum korrespondierenden Mitglied der Königlich Niederländischen Akademie der Wissenschaften (Koninklijk Instituut) 1808 (ab 1827 assoziiertes Mitglied)[33]
- Wahl zum auswärtigen Mitglied der Preußischen Akademie der Wissenschaften 1812[34]
- Wahl zum Mitglied der Königlich Schwedischen Akademie der Wissenschaften 1813
- Wahl zum Fellow der Royal Society of Edinburgh 1820[35]
- Ritter des Guelphen-Ordens[36]
- Benennung der Gattung Blumenbachia 1825 durch  Heinrich Adolph Schrader.
- Benennung des Hühnervogels Blumenbach- oder Rotschnabelhokko (Crax blumenbachii) 1825 durch Johann Baptist von Spix.
- Wahl zum Mitglied der Leopoldina im Jahr 1825[37]
- Ehrenmitglied der Russischen Akademie der Wissenschaften seit 20. Dezember 1826[38]

## Posthume Ehrungen

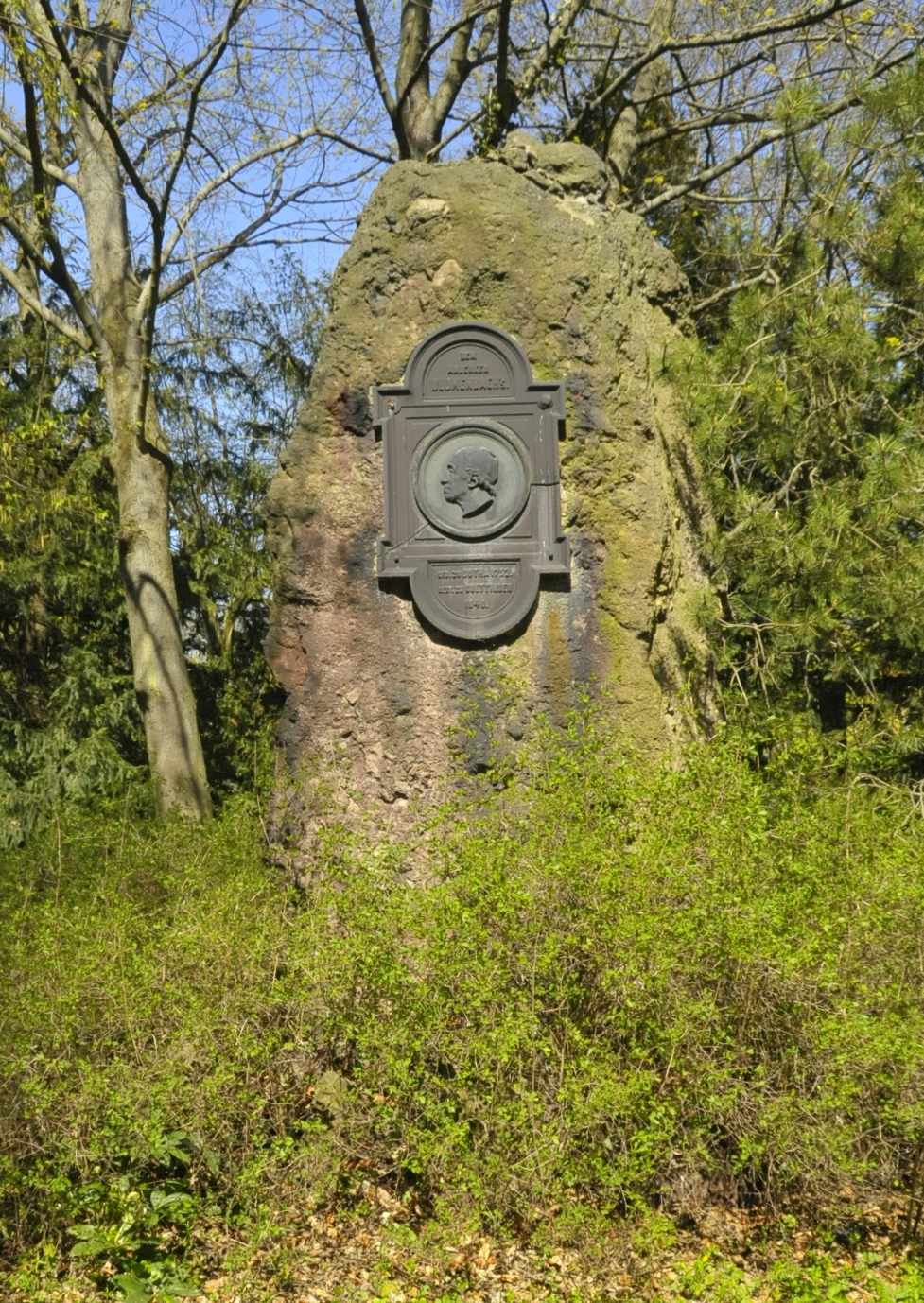
Blumenbach-Denkmal im Schlosspark Gotha

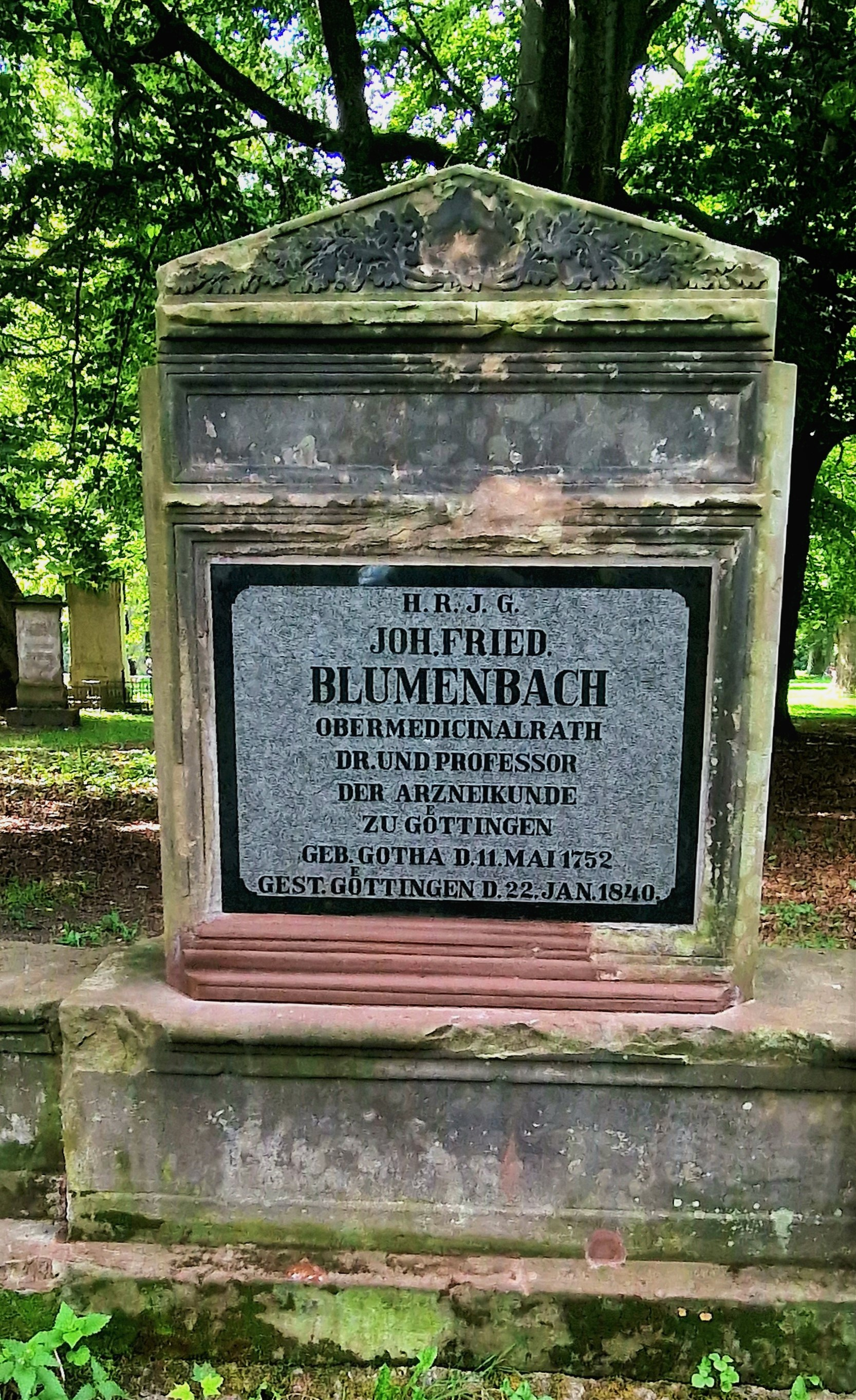
Grabstein Johann Friedrich Blumenbach auf dem Historischen Albani-Friedhof zu Göttingen

- Das Blumenbach zu Ehren gestiftete Blumenbachsche Reisestipendium kam Wissenschaftlern zugute.[39]
- 1858 wurden in seiner Geburtsstadt Gotha die ersten Straßen nach Persönlichkeiten der Stadt benannt. Das Brettergässchen zwischen der Greten- und Fritzelsgasse wurde in Blumenbachsgässchen umbenannt. 1914 wurde dieses unter Hinzunahme der benachbarten Brandgasse und durch Schaffung eines Durchbruchs zur jetzigen Bertha-von-Suttner-Straße zur Blumenbachstraße erweitert.
- 1874 wurde eine Gedenktafel an seinem Göttinger Wohnhaus in der Neustadt 12 angebracht.[40]
- 1878 wurde in Gotha im Park vor Schloss Friedenstein ein Gedenkstein mit einem Portraitrelief Blumenbachs von Friedrich Drake aufgestellt.
- Am 22. Januar 1940, dem 100. Todestag von Blumenbach, wurde die vom Gothaer Bildhauer Victor Embser (1879–1950) geschaffene Gedenktafel am Geburtshaus Blumenbachs enthüllt. Dadurch blieb dieses Haus bei dem Flächenabriss der westlichen Altstadt stehen.[41]
- Blumenbachstraße in Göttingen und München
- Blumenbachweg in Berlin-Marzahn, nach 1925 benannt[42]
- Johann-Friedrich-Blumenbach Institut für Zoologie und Anthropologie an der Georg-August-Universität Göttingen
- 1989 wurde das Kreiskrankenhaus in Gotha nach Blumenbach benannt.[43]

## Schriften (Auswahl)

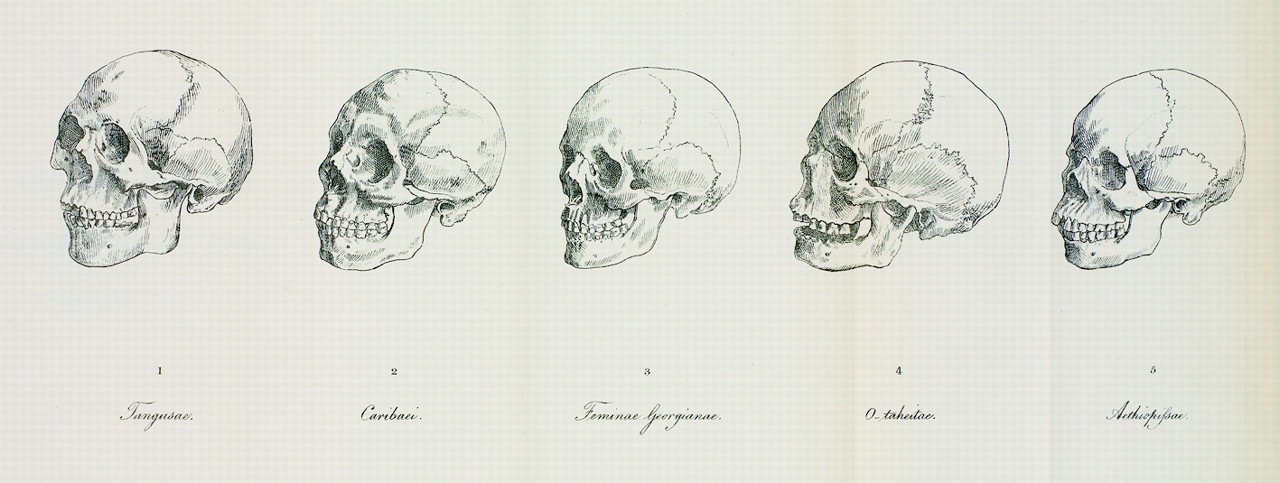
Blumenbach ging von fünf Varietäten des Menschen aus, hierzu seine Schädel

Eine umfassende Bibliographie findet sich in: Frank P. W. Dougherty: Bibliographie der Werke und Schriften von Johann Friedrich Blumenbach nebst ihren Übersetzungen und Digitalisierungen. Hrsg. Norbert Klatt, Göttingen 2009 (Kleine Beiträge zur Blumenbach-Forschung 2) (PDF) sowie in Claudia Kroke: Johann Friedrich Blumenbach. Bibliographie seiner Schriften. Unter Mitarbeit von Wolfgang Böker und Reimer Eck. (= Schriften zur Göttinger Universitätsgeschichte. 2). Göttingen: Universitätsverlag, 2010. (online). Hier inklusive der Digitalisate (PDF und HTML) von Blumenbachs Schriften.
Bücher
- De generis humani varietate nativa.
  - 1. Auflage. Friedrich Andreas Rosenbusch, Göttingen 1775 (Digitalisat) – Dissertation.
  - 2. Auflage. Göttingen 1781 (Digitalisat).
  - 3. Auflage. Göttingen 1795 (Digitalisat).
  - Über die natürlichen Verschiedenheiten im Menschengeschlechte. Nach der dritten Ausgabe und den Erinnerungen des Verfassers übersetzt, und mit einigen Zusätzen und erläuternden Anmerkungen herausgegeben von Johann Gottfried Gruber. Breitkopf und Härtel, Leipzig 1798 (online; Digitalisat und Volltext im Deutschen Textarchiv).
- Handbuch der Naturgeschichte. 1. Auflage. 2 Teile, Johann Christian Dieterich, Göttingen 1779–1780 (online)
  - Band 1 als Digitalisat und Volltext im Deutschen Textarchiv
  - Band 2 als Digitalisat und Volltext im Deutschen Textarchiv
- Über den Bildungstrieb und das Zeugungsgeschäfte. 1. Auflage. Johann Christian Dieterich, Göttingen 1781 (Digitalisat und Volltext im Deutschen Textarchiv), (online)
- Medicinische Bibliothek. 3 Bände, Göttingen 1783–1795
- Introductio in historiam medicinae litterariam. Johann Christian Dieterich, Göttingen 1786 (urn:nbn:de:bvb:12-bsb10083943-3).
- Geschichte und Beschreibung der Knochen des menschlichen Körpers. 1. Auflage. Johann Christian Dieterich, Göttingen 1786 (Digitalisat und Volltext im Deutschen Textarchiv); 2. Erweiterte Auflage, Heinrich Dieterich, Göttingen 1807 (Digitalisat und Volltext im Deutschen Textarchiv, online in der Google-Buchsuche).
- Institutiones physiologicae. 1. Auflage. Johann Christian Dieterich, Göttingen 1787 (online in der Google-Buchsuche).
  - Anfangsgründe der Physiologie. Aus dem Lateinischen übersetzt, und mit Zusätzen vermehrt von Joseph Eyerel. Christian Friedrich Wappler, Wien 1789 (Digitalisat und Volltext im Deutschen Textarchiv, online in der Google-Buchsuche).
- Beyträge zur Naturgeschichte. 2 Bände, 1790–1811
  - 1. Teil, 1. Auflage, Johann Christian Dieterich, Göttingen 1790 (Digitalisat und Volltext im Deutschen Textarchiv), (online)
  - 1. Teil, 2. Auflage, Heinrich Dieterich, Göttingen 1806 (Digitalisat und Volltext im Deutschen Textarchiv), (online)
  - 2. Teil, Heinrich Dieterich, Göttingen 1811 (Digitalisat und Volltext im Deutschen Textarchiv), (online)
- Handbuch der vergleichenden Anatomie. Heinrich Dieterich, Göttingen 1805 (online; Digitalisat und Volltext im Deutschen Textarchiv).

Zeitschriften
- Magazin für das Neueste aus der Physik und Naturgeschichte.
  - 4. Band, 3. Heft. Gotha, 1787. S. 1–12. Neue Beobachtungen: Einige naturhistorische Bemerkungen bey Gelegenheit einer Schweizerreise: Von den Negern (Digitalisat).
- Decas collectionis suae craniorum diversarum gentium. In: Commentationes Societatis Regiae Scientiarum Gottingensis. Göttingen 1791–1820.
  - Band 10, Johann Christian Dieterich, Göttingen 1791, S. 3–27. (online)
  - Band 11, Johann Christian Dieterich, Göttingen 1793, S. 59–71. (online)
  - Band 12, Johann Christian Dieterich, Göttingen 1796, S. 38–51. (online)
  - Band 14, Johann Christian Dieterich, Göttingen 1800, S. 35–48. (online)
  - Band 16, Heinrich Dieterich, Göttingen 1808, S. 199–216. (online)
  - Band 18, Heinrich Dieterich, Göttingen 1820, S. 159–174. (online).

### Biographische Notizen
- Walter Baron: Blumenbach, Johann Friedrich, in: Dictionary of Scientific Biography, Band 2, S. 203–205.
- Ernst Ehlers: „Göttinger Zoologen.“ In: Festschrift zur Feier des hundertfünfzigsten Bestehens der Königlichen Gesellschaft der Wissenschaften zu Göttingen. [Teilband 3] Beiträge zur Gelehrtengeschichte Göttingens. Berlin: Weidmann, 1901, S. 391–494; darin zu Blumenbach bes. S. 398–404, 409–411, 420–421, 425, 430.(online)
- Marie-Jean-Pierre Flourens: Éloge historique de Jean-Frédéric Blumenbach: un des huit associés étrangers de l’Académie. Lu dans la séance publique du 26 avril 1847. Paris: Claye, 1847 (und Ausgaben Paris: Didot, 1847; Paris: Librairie de Firmin Didot Frères, Imprimeurs de l’Institut, rue Jacob, 56, [1847?]. (online)).
  - Übersetzung in: Thomas Bendyshe (Hrsg.): The Anthropological Treatises of Johann Friedrich Blumenbach, late Professor at Göttingen and Court Physician to the King of Great Britain. With memoirs of him by Marx and Flourens, and an Account of his Anthropological Museum by Professor R. Wagner, and the Inaugural Dissertation of John Hunter, M.D. on the varieties of Man. Longman, Green, Longman, Roberts & Green, London 1865, S. 47–63. (online).
- Adolf Kleinschmidt: Blumenbach, Johann Friedrich. In: Neue Deutsche Biographie (NDB). Band 2, Duncker & Humblot, Berlin 1955, ISBN 3-428-00183-4, S. 329 f. (Digitalisat).
- Sarah Lenz: Johann Friedrich Blumenbach - Der „Vater der Rassenlehre“ ein Abolitionist? In: »Wer helfen kann, der helfe!«: Deutsche SklavereigegnerInnen und die atlantische Abolitionsbewegung, 1780–1860. Göttingen, 2020. S. 80–107 (pdf).
- Karl Friedrich Heinrich Marx: Zum Andenken an Johann Friederich Blumenbach: Eine Gedächtniss-Rede. Göttingen: Dieterich, 1840. (online)
  - Auch in: Abhandlungen der Physikalischen Classe der Königlichen Gesellschaft der Wissenschaften zu Göttingen, Band 1 (1838–1841; erschienen 1843), Anhang, S. 1–53.
  - Übersetzung in: Thomas Bendyshe (Hrsg.): The Anthropological Treatises of Johann Friedrich Blumenbach, late Professor at Göttingen and Court Physician to the King of Great Britain. With memoirs of him by Marx and Flourens, and an Account of his Anthropological Museum by Professor R. Wagner, and the Inaugural Dissertation of John Hunter, M.D. on the varieties of Man. Longman, Green, Longman, Roberts & Green, London 1865, S. 23–45. (online).
- Nicolaas A. Rupke: „Blumenbach, Johann Friedrich (1752–1840).“ In: Van Nostrand’s scientific encyclopedia. Ed.-in-chief Glenn D. Considine. Hoboken, NJ: Wiley-Interscience, 2007, doi:10.1002/9780471743989.vse9832 (online).
- Oscar Schmidt: Blumenbach, Johann Friedrich. In: Allgemeine Deutsche Biographie (ADB). Band 2, Duncker & Humblot, Leipzig 1875, S. 748–752.
- Volker Zimmermann: Blumenbach, Johann, Friedrich. In: Werner E. Gerabek, Bernhard D. Haage, Gundolf Keil, Wolfgang Wegner (Hrsg.): Enzyklopädie Medizingeschichte. Walter de Gruyter, Berlin / New York 2005, S. 189.

### Briefe
- Frank William Peter Dougherty (Hrsg.): The Correspondence of Johann Friedrich Blumenbach. Revised, Augmented and Edited by Norbert Klatt. Klatt, Göttingen 2006–2015.
  - Band 1: 1773–1782. Letters 1–230. 2006, ISBN 3-928312-20-0.
  - Band 2: 1783–1785. Letters 231–391. 2007, ISBN 978-3-928312-23-3.
  - Band 3: 1786–1790. Letters 392–644. 2010, ISBN 978-3-928312-31-8. (online)
  - Band 4: 1791–1795. Letters 645–965. 2012, ISBN 978-3-928312-33-2. (online)
  - Band 5: 1796–1800. Letters 966–1359. 2013, ISBN 978-3-928312-35-6. (Online)
  - Band 6: 1801–1805. Letters 1360–1787. 2015, ISBN 978-3-928312-38-7.(Online)

Dougherty, Frank William Peter: The correspondence of Johann Friedrich Blumenbach. Rev., augm. and ed. by Norbert Klatt. Band 1–6 (1773–1805). Göttingen: Klatt, 2006–2015. Brosamen zur Blumenbach-Forschung; 2, 3, 4, 5, 6. Band 3 (1786–1790), Band 4 (1791–1795), Band 5 (1796–1800) und Band 6 (1801–1805) stehen in der Digitalen Bibliothek der Niedersächsischen Staats- und Universitätsbibliothek Göttingen bzw. der Deutschen Nationalbibliothek online zur Verfügung.
Regesten zum bisher erschlossenen (publizierten) Briefwechsel (Stand 2020) von Blumenbach sind unter (Johann Friedrich Blumenbach - Online: Regesten zu Blumenbachs Briefwechsel) online verfügbar.

### Zur Rezeption
- Martina Kerzel, Mike Reich, Heiko Weber: Die Edition „Johann Friedrich Blumenbach – online“ der Akademie der Wissenschaften zu Göttingen. In: H. Neuroth, N. Lossau, A. Rapp (Hrsg.): Evolution der Informationsinfrastruktur. Kooperation zwischen Bibliothek und Wissenschaft. vwh‐Verlag, Glückstadt/Universitätsverlag, Göttingen 2013, ISBN 978-3-86488-043-8, S. 107–136. (PDF)
- Claudia Kroke: Johann Friedrich Blumenbach. Bibliografie seiner Schriften (= Schriften zur Göttinger Universitätsgeschichte. Band 2). Unter Mitarbeit von Wolfgang Böker und Reimer Eck. Universitäts-Verlag, Göttingen 2010, ISBN 978-3-941875-64-7. (PDF).
- Gundolf Krüger: Johann Friedrich Blumenbach, England und die frühe Göttinger Völkerkunde. In: Elmar Mittler (Hrsg.): „Eine Welt allein ist nicht genug“. Großbritannien, Hannover und Göttingen 1714–1837 (= Göttinger Bibliotheksschriften. Band 31). Katalog zur Ausstellung in der Paulinerkirche 20. März – 20. Mai 2005. Niedersächsische Staats- und Universitäts-Bibliothek. Göttingen 2005, ISBN 3-930457-75-X, S. 202–220.
- Hans Plischke: Johann Friedrich Blumenbachs Einfluss auf die Entdeckungsreisenden seiner Zeit (= Abhandlungen der Gesellschaft der Wissenschaften zu Göttingen. Philologisch-Historische Klasse. 3. Folge, Band 20, ZDB-ID 242605-5). Vandenhoeck & Ruprecht, Göttingen 1937.
- Nicolaas Rupke, Gerhard Lauer (Hrsg.): Johann Friedrich Blumenbach: Race and Natural History, 1750–1850. Routledge, London 2019, ISBN 978-1-138-73842-3.